# Quintia
A dunaújvárosi Quintia zenekar öt női előadóból áll. 2011-ben alakultak és azóta változatlan felállásban koncerteznek. 

## Repertoár
A magyar népzenén alapuló világzene műfajában olyan, azonnal felismerhető hangzást alakítottak ki, mely magával ragadó élményt nyújt minden hallgatójuk számára. Igényes, egyedi hangszerelésük párosulva a művészi előadásmóddal olyan érték, melyet szerte az országban megbecsülnek, szeretnek.

## Tagok
- Beke Beáta: gitár, ének, ütőhangszerek
- Kurina Laura:  cselló, ének
- Németh Irma: ének, hárfa, furulya, zongora, ütőhangszerek
- Péter Kata: énekel, fuvola, furulya, ütőhangszerek
- Pocsai Mária: citera, ének ütőhangszerek